# Mie (train)
Pour les articles homonymes, voir Mie (homonymie).
Le Mie (みえ) est un train express existant au Japon et exploité par la compagnie JR Central, qui relie la ville de Nagoya à Ise et Shima. Son nom fait référence à la préfecture de Mie.

## Gares desservies
Le Mie circule de la gare de Nagoya à la gare de Toba en empruntant les lignes Kansai, Ise, Kisei et Sangū. Certains trains sont terminus Iseshi.
| Nom des gares      |
| ------------------ |
| Nagoya             |
| Kuwana             |
| Yokkaichi          |
| Suzuka             |
| Suzuka Circuit Inō |
| Nakaseko*          |
| Tsu                |
| Matsusaka          |
| Taki               |
| Tokida*            |
| Tamaru*            |
| Miyagawa*          |
| Yamada-Kamiguchi*  |
| Iseshi             |
| Isuzugaoka*        |
| Futaminoura*       |
| Matsushita*        |
| Toba*              |

Les gares marquées d'un astérisque ne sont pas desservies par tous les trains.

## Matériel roulant
Les services Mie sont effectués par des rames de la série KiHa 75.